# Psittacanthus acinarius
Psittacanthus acinarius é uma espécie de visco da família Loranthaceae, que é nativa da Bolívia, Brasil, Colômbia, Costa Rica, Equador, Peru, Venezuela, e Guiana Francesa.
No Brasil, encontra-se na Floresta Amazónica, Caatinga, Cerrado Central e no Pantanal, habitando os tipos de vegetação da Caatinga, Campinarana Amazónica, Cerrado, mata ciliar, mata inundada de Igapó, mata Terra Firme, planícies de inundação e savana amazónica.

## Taxonomia
Psittacanthus acinarius foi descrita primeiramente por von Martius em 1829 como Loranthus acinarius, e em 1830, ela foi transferida para o seu género Psittacanthus recentemente descrito.